# Francisco de Perea y Porras
Francisco de Perea y Porras (Albuñuelas, Granada, 20 de septiembre de 1666-Ibídem, 25 de junio de 1733) fue un sacerdote católico español, obispo de Plasencia y arzobispo de Granada sucesivamente. Fue también catedrático en Artes de la Universidad de Granada y de diversas cátedras en la Universidad de Salamanca.
Hijo de María de Melguizo y Porras, natural de Granada y originaria de Loja, y de Juan de Perea Sarachaga, capitán natural de Amurrio y cabeza de la casa solariega de San Martín de Perea, vecinos de Granada, nació circunstancialmente en Las Albuñuelas, donde su familia mantenía residencia temporal.
Como colegial del Colegio de San Miguel, cursó estudios de Artes y Teología en la Universidad de Granada, ocupando la cátedra de Artes de dicha universidad en 1688. Continuó estudios en la Universidad de Salamanca, como colegial mayor y rector en el Colegio de Cuenca, donde se doctoró en Teología y ocupó diversas cátedras en dicha universidad: Filosofía, Regencia, Súmulas, San Anselmo, Teología Moral, Escoto, Santo Tomás, Durando, Vísperas de Teología y Prima de Sagrada Escritura.
En 1690 obtuvo el beneficio simple servidero de Las Albuñuelas, con dispensa de residencia en virtud de la Bula Eugeniana por ser catedrático de la Universidad de Salamanca.
Fue ordenado presbítero en 1705. No aceptó su elección para canónigo del cabildo de la catedral de Toledo y opositó para canónigo penitenciario de Salamanca, obteniendo el puesto. Fue gobernador de la diócesis de Salamanca bajo el pontificado de Francisco Calderón de la Barca.
El 23 de septiembre de 1715 fue nombrado obispo de Plasencia y consagrado en Salamanca en noviembre del mismo año.
El 3 de julio de 1720 fue nombrado arzobispo de Granada, diócesis de la que tomó posesión el 23 de septiembre siguiente. Fue muy activo en su pontificado, consiguiendo hacerse con el afecto de la gente con sus dotes de predicador y conocimientos teológicos y bíblicos. Realizó la visita pastoral al arzobispado en dos ocasiones y fomentó la devoción a la Virgen de las Angustias, mandando dedicarle una capilla en la catedral, que póstumamente se convertiría en el retablo de José de Bada que ocupó el trascoro hasta la reforma de 1929. También mandó tallar una imagen de la misma advocación para la iglesia de Las Albuñuelas, fundó el Colegio de Misioneros Franciscanos Descalzos y construyó una casa para su descanso en la misma localidad.
Falleció el 25 de junio de 1733 en Las Albuñuelas y sus restos están sepultados en la cripta de la catedral de Granada.